# Petropedetes
Petropedetes é um género de anfíbio anuro da família Petropedetidae.

## Espécies
Este género contém as seguintes espécies:
- Petropedetes cameronensis Reichenow, 1874
- Petropedetes euskircheni Barej, Rödel, Gonwouo, Pauwels, Böhme & Schmitz, 2010
- Petropedetes johnstoni (Boulenger, 1888)
- Petropedetes juliawurstnerae Barej, Rödel, Gonwouo, Pauwels, Böhme & Schmitz, 2010
- Petropedetes newtonii (Bocage, 1895)
- Petropedetes palmipes Boulenger, 1905
- Petropedetes parkeri Amiet, 1983
- Petropedetes perreti Amiet, 1973
- Petropedetes vulpiae Barej, Rödel, Gonwouo, Pauwels, Böhme & Schmitz, 2010